# الإشارة إلى مذهب أهل الحق
الإشارة إلى مذهب أهل الحق هو كتاب للإمام أبي إسحاق الشيرازي الشافعي الأشعري (ت 476هـ)، دافع فيه عن آراء الأشاعرة في مسائل العقيدة بالأدلة والبراهين العقلية والنقلية من الكتاب والسنة، وفصّل القول في مسائل الإلهيات والنبوات والسمعيات بأسلوب يتميز بالدقة والوضوح، وأشار إلى آراء المخالفين له من القدرية (المعتزلة) وذكر أدلتهم وفندها وبين تهافتها عقلاً ونقلاً، مما يجعل الكتاب مصدراً رئيسياً من مصادر المذهب الأشعري في علم الكلام، ومرجعاً مهماً في الوقوف على دقائق المذهب وغوامضه. ويتضح من الكتاب تمسكه الشديد بالمذهب الأشعري ودفاعه عنه وانتصاره لرأي الإمام أبي الحسن الأشعري في قضايا الخلاف بينه وبين القدرية.
وقد وقع في عصره خلاف بين الحنابلة وابن القشيري وهو خلاف مشهور بين المذهبين في قضايا أصول الدين، وشكا الحنابلة من أبي إسحاق الشيرازي لأنه كان ينتصر لمذهب الأشاعرة وللقشيري ضد الحنابلة، وبلغ ذلك الوزير نظام الملك حيث قيل له إن أبا إسحاق يريد إبطال مذهب الحنابلة، فأرسل إليه نظام الملك في ذلك حتى يكف عن النَّيل من الحنابلة فكتب إليه أبو إسحاق يشكو من عنف الحنابلة ويذكر له سبهم له وأن الحنابلة يثيرون الفتن بين المسلمين ويسأله المعونة على الحنابلة، فكان جواب الملك يحمل الإنكار الشديد والتعنيف لخصوم القشيري من الحنابلة وكان ذلك سنة 469هـ وهدأت الأحوال بعد ذلك.
ثم تكلم بعض الحنابلة فنال من الشيخ أبي إسحاق فجمع الخليفة بينه وبين الحنابلة وأصلح ما كان بينهم من خصومات بعد أن كانت الفتنة قد بلغت في ذلك حداً كبيراً قتل فيها نحو عشرين قتيلاً. وينقل بعض المؤرخين لما وقع الصلح، وسكن الأمر، أخذ الحنابلة يشيعون أن الشيخ أبا إسحاق تبرّأ من مذهب الأشعري فغضب الشيخ لذلك غضباً لم يصل أحد إلى تسكينه، وكاتب نظام الملك، فقالت الحنابلة: إنه كتب يسأله في إبطال مذهبهم، ولم يكن الأمر على هذه الصورة، وإنما كتب يشكو أهل الفتن، فعاد جواب نظام الملك، في سنة 470هـ إلى الشيخ، باستجلاب خاطره وتعظيمه، والأمر بالانتقام من الذين أثاروا الفتنة، وبأن يسجن الشريف أبو جعفر، وكان الخليفة قد حبسه بدار الخلافة، عندما شكاه الشيخ أبو إسحاق. قالوا: ومن كتاب نظام الملك إلى الشيخ: «وإنه لا يمكن تغيير المذاهب، ولا نقل أهلها عنها، والغالب على تلك الناحية مذهب أحمد، ومحله معروف عند الأئمة، وقدره معلوم في السنة...» من كلام طويل، سكن به جأش الشيخ.
قال محمد السيد الجليند (محقق الكتاب): «وأنا لا أعتقد أن الشيخ أراد إبطال مذهب الإمام أحمد، وليس الشيخ ممن ينكر مقدار هذا الإمام الجليل، المُجمع على علو محلّه من العلم والدين، ولا مقدار الأئمة من أصحابه .. أهل السنة والورع. وإنما أنكر على قوم عَزوا أنفسهم إليه وهو منهم بريء، وأطالوا ألسنتهم في سَب الشيخ أبي الحسن الأشعري. وهو كبير أهل السنة بعده، وعقيدته وعقيدة الإمام أحمد -رحمه الله- واحدة، لا شك في ذلك ولا ارتياب، وبه صرح الأشعري في تصانيفه، وكرر غير مرة "أن عقيدتي هي عقيدة الإمام المُبجَّل أحمد بن حنبل" هذه عبارة الشيخ أبي الحسن في غير موضوع من كلامه».

## نبذة عن المؤلف
قال عنه الحافظ الذهبي في (سير أعلام النبلاء): «الشيخ، الإمام، القدوة، المجتهد، شيخ الإسلام أبو إسحاق، إبراهيم بن علي بن يوسف الفيروزابادي، الشيرازي، الشافعي، نزيل بغداد، قيل: لقبه جمال الدين.... وقدم بغداد سنة خمس عشرة وأربعمائة، فلزم أبا الطيب وبرع، وصار معيده، وكان يضرب المثل بفصاحته وقوة مناظرته.... قال السمعاني: هو إمام الشافعية، ومدرس النظامية، وشيخ العصر. رحل الناس إليه من البلاد، وقصدوه، وتفرد بالعلم الوافر مع السيرة الجميلة، والطريقة المرضية. جاءته الدنيا صاغرة فأباها، واقتصر على خشونة العيش أيام حياته. صنف في الأصول والفروع والخلاف والمذهب، وكان زاهداً، ورعاً، متواضعاً، ظريفاً، كريماً، جواداً، طلق الوجه، دائم البشر، مليح المحاورة. حدثنا عنه جماعة كثيرة.... قال أبو بكر الشاشي: أبو إسحاق حجة الله على أئمة العصر. وقال الموفق الحنفي: أبو إسحاق أمير المؤمنين في الفقهاء».

## سبب تأليف الكتاب
ذكر الشيرازي في أول الكتاب سبب تأليفه، وبين أن الغرض منه هو الدفاع عن مذهب أهل الحق بالأدلة والبراهين، ورفض أقوال أهل البدعة والضلالة والتحذير منهم والإشارة إلى أن من يتقوّل به هؤلاء المبتدعة وينسبونه إلى أهل الحق زوراً وبهتاناً لا أساس له من الصحة وأن الواجب على كل مسلم محاربته والحذر منه ومناصرة أهل الحق والدفاع عنهم.
| الإشارة إلى مذهب أهل الحق | فإني لما رأيت قوماً ينتحلون العلم وينتسبون إليه، وهم من جهلهم لا يدرون ما هم عليه، يَنسِبون إلى أهل الحق ما لا يعتقدونه، ولا في كتاب هم يجدونه، لينفِّروا قلوب العامَّة من الميل إليهم، ويأمرونهم أبداً بتكفيرهم ولعنهم؛ أحببت أن أُشِير إلى بُطلان ما يُنسب إليهم بما أذكره من اعتقادهم. وأنا مع ذلك مُكرهٌ لا بطل، ولي دعوى لا عمل. ولكن شرعت فيما شرعت مع اعترافي بالتقصير، وعلمي بأن نُصَّار الحق كثير، ليرجع الناظر فيما جَمعتُهُ عن قَبول قول المُضِلِّين، ويَدينَ الله عز وجل بقول الموحِّدين المحقِّقين. فقد رُويَ عن النبي صلى الله عليه وسلم أنه قال: {إذا لَعَنَ آخِرُ هذه الأمة أوَّلَها فمن كان عنده علمٌ فليُظْهِرْهُ، فإنَّ كاتم العلم ككاتم ما أنزل الله عز وجل على محمَّدٍ صلى الله عليه وسلم}. ومقصدي بذلك النصيحة، فلن يُكمِلَ المؤمن إيمانَهُ حتى يرضى لأخيه المؤمن ما يرضاه لنفسه. ويُروى عنه عليه الصلاة والسلام أنه قال: {من كتم أخاه نصيحةً أو علماً يطلبه منه لينتفع به حَرَمَهُ الله فضل ما يرجو}. نسأل الله تعالى أن لا يحرمنا رحمته وأن يُدخِلنا جنته. | الإشارة إلى مذهب أهل الحق |

وأهل الحق الذين يقصدهم هم الأشاعرة - أتباع أبي الحسن الأشعري المتوفي 324هـ - وأهل الضلال الذين يَرد عليهم هم أحياناً المشبهة المجسمة ويقصد بهم بعض الحنابلة والروافض، وأحياناً هم القدرية ويقصد بهم المعتزلة. ويرى أن في تفنيد مذهب هؤلاء إحياءً للسُنّة التي عليها أهل الحق - ويقصد بهم الأشاعرة - وإماتة للبدعة التي يدعو إليها خصومه - وهم إما المشبهة وإما القدرية - ويتمثل في ذلك بقول الشاعر:
ويرى المؤلف أن النصيحة التي قدمها في هذا الكتاب توجب على كل من عرف المذهب الحق أن يدعو إليه ويدافع عنه، ويفند آراء أهل البدعة الذين نَسبوا إلى الأشاعرة ما لم يقولوا به، ويذكر أن الرسول ﷺ قد تنبأ بظهور أبي الحسن الأشعري ونبه إلى الدور المهم الذي يقوم به في إحياء السنة ومناصرتها، وإماتة البدعة ومحاربتها.

## موضوع الكتاب
تناول الكتاب أمهات المسائل الكلامية التي تمثل جوهر هذا العلم، وهي ثمثل دوائر الخلاف الجدلية بين الفرق الإسلامية المختلفة بدأها بالقضية الأولى وهي:
- النظر أو القصد إلى النظر أول واجب على المُكَلَّف.
- القول في أن للعالم مُحدِثاً أحدثه.
- أن صانع العالم واحد وهو الله سبحانه، وأنه قديم لا يشبهه شيء من خلقه ليس بجسم.
- القول في الصفات وأنها تنقسم إلى صفات ذات وصفات أفعال.

وكان تناوله لهذه القضايا كلها بطريقة تقليدية جرى عليها علماء علم الكلام جميعاً. ثم تكلم بعد ذلك عن الصفات الخَبَرية أو السمعية وهي الصفات التي لا يصل العقل إلى إثباتها لله إلا إذا جاء بها الشرع ونزل بها الوحي وصفاً لله تعالى، فلا يستطيع العقل منفرداً عن الشرع أن يصف الله تعالى بالنزول أو الاستواء أو المجيء يوم القيامة وإنما يُتلقى العلم بهذه الصفات من الوحي حيث وصف الله نفسه بها في القرآن الكريم أو وصفه بها الرسول ﷺ في الحديث الصحيح.
وبعد أن عرض المؤلف هذه الموضوعات على سبيل الإجمال بدأ في مناقشتها بالتفصيل حيث عرض كل قضية منها مقرونة بدليلها من الكتاب والسنة ثم يلي ذلك تفنيده لآراء المخالفين وإبطال تأويلهم للآية وفهمهم للحديث الذي يستدلون به. وأول قضية عرض المؤلف لمناقشتها تفصيلاً هي حكم النظر والاستدلال فإنه يقول بوجوبهما، ومعرفة الله تعالى واجبة بالعقل وطريقها هو النظر الصحيح المؤدّي إلى الاستدلال على وجود الله، ولقد أمرنا القرآن الكريم في كثير من آياته بالنظر الصحيح طريقاً إلى معرفة الله. ثم يسرد المؤلف الآيات القرآنية الآمرة بالنظر في الكون كله، في الآفاق وفي الأنفس ليقف من خلال النظر والتدبر فيها إلى حكمة الصانع ودقته وعلمه وقدرته ووحدانيته، وهذا كله لازم للإيمان بوجوده خالقاً لهذا العالم ومدبراً لشئونه. وهذا النظر الصحيح مطلب شرعي حتى يكون الإيمان مؤسساً على اليقين الجازم والبرهان الصحيح وليس على التقليد الذي تشكك كثير من العلماء في صحته وصحة إيمان صاحبه.
وينتقل المؤلف بعد ذلك إلى قضية إثبات وجود الله، وأنه خالق لهذا العالم، وأنه قديم، وأنه واحد أحد فرد صمد ليس بجسم، لا يشبهه شيء من مخلوقاته، ولا يشبه شيئاً منها، ويسوق الأدلة المعروفة في كتب الأشاعرة على أنه سبحانه موصوف بهذه الصفات، ويتناقش دليل التمانع المذكور في قوله تعالى: {لو كان فيهما آلهة إلا الله لفسدتا} (سورة الأنبياء: آية 22) ويُحرّر الدليل على النحو التالي: لو كان للعالم إلهان اثنان لفسد العالم؛ لأن الأمر لا يخلو من الاحتمالات العقلية الآتية فإنه قد يريد أحدهما حركة الجسم والآخر سكونه، فإذا نفذ مرادهما معاً كان الجسم ساكناً متحركاً وهذا مستحيل. وإذا نفذ مراد أحدهما دون الآخر كان الذي نفذ مراده هو الإله والآخر العاجز عن تنفيذ مراده لا يصح أن يكون إلهاً. وهذا الدليل قد اعترض عليه ابن رشد وابن تيمية.
وانتقل المؤلف إلى صفة القِدَم، وأنه تعالى ليس بجسم. ثم انتقل إلى بقية الصفات فبدأها بالصفات الذاتية فتكلم عن السمع والبصر والعلم والإرادة والقدرة، وكان يقدم دليل كل صفة من القرآن الكريم والسنة النبوية ثم الأدلة العقلية على ذلك. وهناك قضيان خصهما المؤلف بمزيد من التفصيل والبسط في شرح الأدلة وتفنيد رأي المخالفين:
- القضية الأولى: الإرادة الإلهية وعلاقتها بالأمر الإلهي.
- القضية الثانية: صفة الكلام وخلق القرآن.

ففي القضية الأولى يقول: إن الله تعالى مريد بإرادة قديمة أزلية، فجميع ما يجري في العالم من خير وشر، ونفع وضر، وسقم وصحة، وطاعة ومعصية فبإرادته وقضائه لاستحالة أن يجري في ملكه ما لا يريد؛ لأن ذلك يؤدي إلى نقصه وعجزه. قال الله تعالى: {فعَّال لما يريد} (سورة البروج: آية 16). وقال تعالى: {فمن يرد الله أن يهديه يشرح صدره للإسلام ومن يرد أن يضله يجعل صدره ضيقاً حرجاً} (سورة الأنعام: آية 125).
وفَنّد آراء المعتزلة في ذلك لأنهم بنوا موقفهم على أن الحُسن والقُبح مصدرهما العقل وليس الشرع، وهذا خلاف ما عليه أهل السنة والجماعة. ثم فَصّل القول في علاقة الإرادة الإلهية بالمعاصي والطاعات. ثم عرض المؤلف بعد ذلك لقضية خلق القرآن وفًصّل القول فيها، فذكر أدلة الأشاعرة على أن القرآن كلام الله قديم أزلي، وفَنّد أدلة القائلين بخلق القرآن وحدوثه، واستغرقت هذه القضية أكبر أجزاء الكتاب، وختم هذه القضية بأن القرآن معجزة الله الخالدة.
ثم عرض لعلاقة الصفات الإلهية بالذات وأنها ليست هي هو، وليست هي غيره لأنها لو كانت هي هو؛ لكانت الصفة الواحدة موصوفة بجميع الصفات، والصفة لا تقوم بالصفة. ولو كان هو هي، لم يكن موصوفاً بها؛ لأن الصفة معنى زائد على الموصوف. ولو كانت غيره وهو غيرها، لجاز لأحدهما أن يفارق الآخر؛ لأن حقيقة الغيرين ما يجوز لأحدهما أن يفارق الآخر. بل يقال: صفات قائمات بذاته لم يزل موصوفاً بها ولا يزال.
ثم انتقل المؤلف بعد ذلك إلى الحديث عن الصفات الخبرية وبدأها بصفة الاستواء على العرش وذكر كلاماً مجملاً عن صفة النزول والرؤية واليد وبعض الأحاديث المتضمنة إثبات الصفات الإلهية كصفة القبضة والقَدَم... إلخ. ويحاول المؤلف من خلال عرضه في الصفات الخبرية أن ينفي العلو المكاني، أو أن الله في السماء لأن إثبات هذه الصفات تقتضي الجسمية والحدوث والتغيير والله تعالى مُنزّه عن ذلك.
ثم انتقل المؤلف بعد ذلك إلى بيان عقيدة أهل السنة والجماعة في النبوة وإثباتها للنبي محمد ﷺ وأنها باقية بعد وفاته وناسخة لما قبلها من الشرائع، وأن معجزته القرآن وأنه باقٍ إلى قيام الساعة وأن الإسراء حق والمعراج حق والإيمان بهما واجب. ثم بين عقيدة أهل السنة في الخلافة بعد النبي ﷺ وأنها في أبي بكر الصديق ثم عمر بن الخطاب ثم عثمان بن عفان ثم علي بن أبي طالب، على هذا الترتيب، وأن أفضليتهم حسب ترتيبهم في الخلافة ولا عدول عن ذلك.
وفَنّد آراء الشيعة في تفضيلهم علياً على الخلفاء الثلاثة قبله وأن الرسول لم ينص على شيء في ذلك وأن الأحاديث الواردة في ذلك كلها غير صحيحة فهي إما موضوعة أو مؤولة على غير تأويلها الصحيح. وأن مذهب أهل السنة هو الإمساك عما شجر بين الصحابة ويجب السكوت عن ذلك وأن نبادر بذكر محاسنهم ونذكر فضلهم، وأن ما شجر بينهم من خلاف لا يخرج عن دائرة الاجتهاد الذي يؤجر صاحبه إما مرتين إذا أصاب الحق أو مرة إذا أخطأ، فهم في كل الأحوال مأجورون وأن الحق لا يخرج عن رأيهم.
ثم يختم المؤلف كتابه بالدعوة إلى اتباع مذهب الإمام أبي الحسن الأشعري في الأصول والإمام الشافعي في مسائل الفروع حتى يكون المؤمن على الحق المبين.

## وصلات خارجية
- قراءة الكتاب على شبكة أهل الحق
- قراءة الكتاب على موقع دار الجنيد